# Jim Rivaldo
Jim Rivaldo (Rochester, 15 de abril de 1947 – São Francisco, 17 de outubro de 2007) foi um consultor político norte-americano. Trabalhou com Harvey Milk em seu ativismo político e em campanhas para o Conselho de Supervisores de São Francisco. Rivaldo foi consultor em diversas campanhas políticas em São Francisco, incluindo a campanha de Kamala Harris para Promotora Distrital de São Francisco em 2003.
Rivaldo estudou na Universidade Harvard, onde escreveu para o The Harvard Lampoon. Depois de se formar, mudou-se para São Francisco e fez amizade com Harvey Milk. Rivaldo foi consultor da campanha malsucedida de Milk para supervisor em 1975. Os dois, ambos gays, fundaram o Harvey Milk LGBTQ Democratic Club. Rivaldo foi consultor e designer gráfico da bem-sucedida campanha de Milk para supervisor em 1977. Ele e Dick Pabich administravam uma empresa de consultoria política. Rivaldo trabalhou em campanhas para candidatos como Michael Hennessey, Willie Brown, Dennis Herrera, Ella Hill Hutch, Bevan Dufty e Sophie Maxwell. Em 2007, o Conselho de Supervisores elogiou Rivaldo por seu papel na eleição de políticos gays e afro-americanos. Ele morreu em 2007.

## Primeiros anos
Jim Rivaldo nasceu em 15 de abril de 1947, em Rochester, Nova Iorque. Ele tinha um irmão mais velho, Joseph, e uma irmã, Jane. De acordo com Joseph, ele se interessou por ler notícias quando criança. No ensino secundário, ele foi presidente do corpo estudantil. Ele estudou governo na Universidade de Harvard, graduando-se em 1969. Ele escreveu para o The Harvard Lampoon por quatro anos, liderando sua paródia de 1968 da revista Life.
Rivaldo inicialmente aspirava a se tornar um político, mas desistiu quando percebeu que era gay. Após se formar, ele trabalhou para a revista Ramparts da Nova Esquerda. Ele se mudou para São Francisco em dezembro de 1971, após se declarar gay. Mais tarde, ele disse sobre essa mudança: "Eu costumava pensar que todos os gays eram cabeleireiros. Foi preciso vir aqui para descobrir que havia advogados gays, empresários gays — muitas pessoas como eu." Ele se estabeleceu no novo bairro de Haight-Fillmore, onde fundou a associação de bairro.

## Carreira

### Campanha Harvey Milk

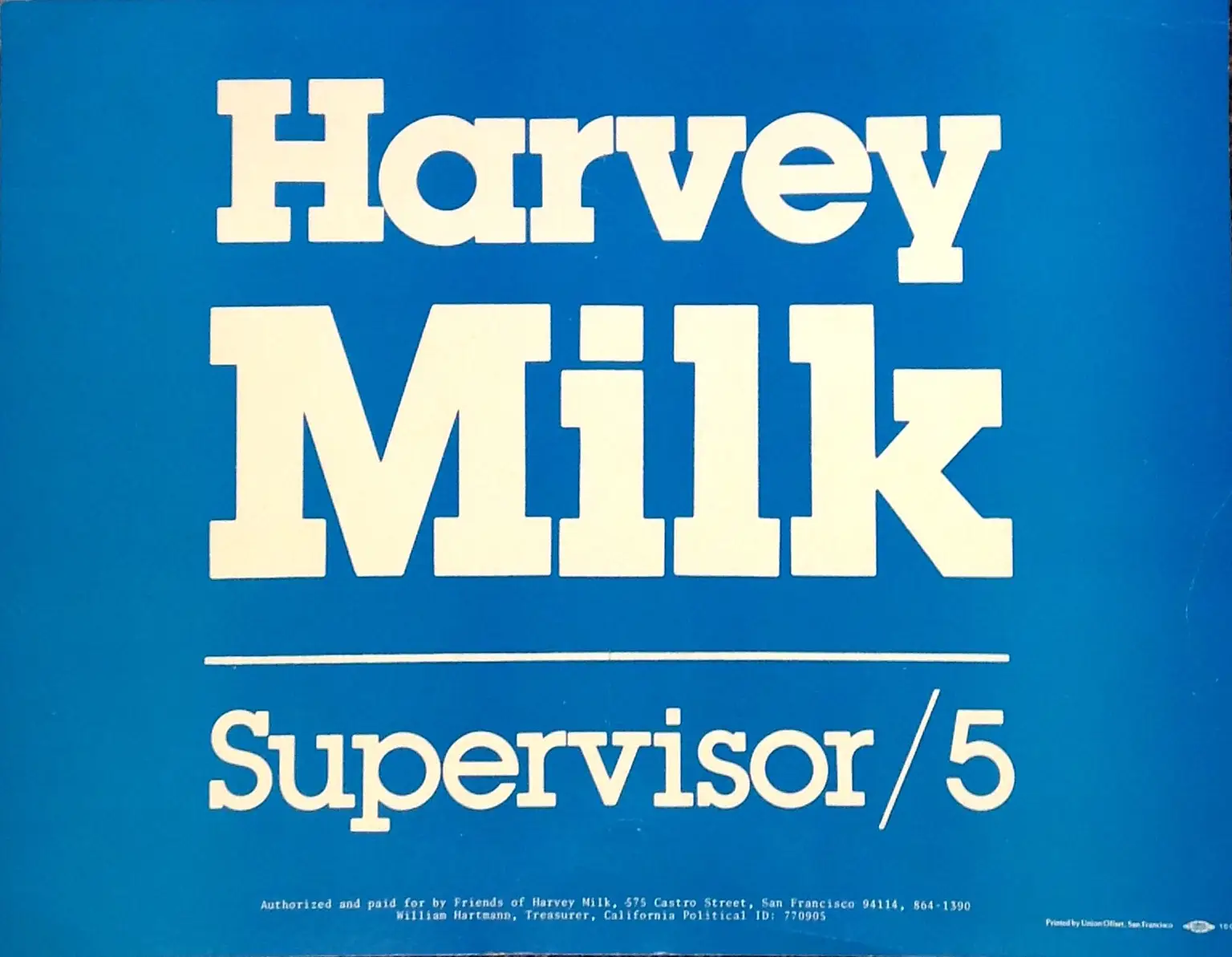
Placa da campanha Harvey Milk de 1977 projetada por Rivaldo

Rivaldo fez amizade com Harvey Milk no início dos anos 1970, depois de fazer compras na Castro Camera. A loja contratou Rivaldo como um outdoor humano. Ao saber do interesse de Rivaldo pela política, Milk pediu que ele fosse seu estrategista político. Rivaldo analisou listas de eleitores, acompanhou Milk em paradas de campanha e editou seus discursos e folhetos. Rivaldo, Frank M. Robinson e Danny Nicoletta trabalharam na campanha de Milk em 1975 para o Conselho de Supervisores de São Francisco. Embora Milk tenha perdido, Rivaldo observou que ele havia vencido nos distritos de Castro e Haight-Ashbury, dizendo a ele: "Conseguimos os eleitores hippies, McGovern e frutas."
Milk e Rivaldo decidiram fundar o San Francisco Gay Democratic Club (agora intitulado Harvey Milk LGBTQ Democratic Club) com o objetivo de dar a Milk uma cadeira no Conselho de Supervisores. Eles o imaginaram como uma antítese ao Clube Democrático Memorial Alice B. Toklas, que não pressionava para que os gays fossem representados no governo. Rivaldo e Dick Pabich trabalharam na campanha de Milk em 1977. Rivaldo projetou uma placa de campanha popular com as palavras "Milk Supervisor/5". Milk venceu e se tornou um dos primeiros ocupantes de cargos abertamente gays nos Estados Unidos. Em 1978, ele fez folhetos se opondo à Iniciativa Briggs, que teria banido professores homossexuais em escolas públicas. Milk o nomeou representante de São Francisco na Comissão Costeira da Califórnia, tornando-o o primeiro comissário abertamente gay do estado.
Quando Milk foi assassinado na Prefeitura de São Francisco, Rivaldo foi a última pessoa a vê-lo e falar com ele, além da outra vítima do assassinato, George Moscone. Rivaldo lembrou: "Harvey e eu íamos ao banco na Golden Gate e Polk. Ele disse: 'Deixe-me terminar algumas coisas e já volto." No dia anterior ao assassinato, ele havia falado com Milk sobre uma potencial campanha para prefeito em 1983. Rivaldo fez os preparativos para o funeral. Para o décimo quinto aniversário do assassinato, ele projetou uma placa para marcar o local da loja de câmeras de Milk.

### Campanhas posteriores
Rivaldo e Pabich fundaram uma empresa que prestava consultoria em campanhas políticas na Califórnia nas décadas de 1980 e 1990. Rivaldo trabalhou em todas as campanhas de Michael Hennessey para o xerife de São Francisco de 1979 até sua morte. Rivaldo disse que projetou o primeiro folheto do mundo sobre sexo seguro por volta de 1982.
Na eleição para prefeito de São Francisco em 1999, ele foi consultor da campanha de Willie Brown. Ele também aprovou o oponente de Brown, Tom Ammiano, com quem havia trabalhado anteriormente. Ele gerenciou a campanha de Dennis Herrera em 2001 para procurador da cidade de São Francisco. Herrera, um candidato azarão, venceu após um segundo turno. Na eleição para prefeito de São Francisco em 2003, Rivaldo não trabalhou em nenhuma campanha, mas apoiou Gavin Newsom. Outras campanhas nas quais trabalhou incluíram Ella Hill Hutch, Bevan Dufty e Sophie Maxwell.
Rivaldo trabalhou na primeira campanha de Kamala Harris, concorrendo ao cargo de promotor público de São Francisco em 2003. A campanha foi a última em que Rivaldo trabalhou. Harris deu crédito a Rivaldo por vencer a eleição e por influenciar sua carreira política. Ela disse sobre Rivaldo em uma entrevista de 2024: "Ele era apenas família. Na verdade, minha mãe cuidou dele enquanto ele estava doente e morrendo."
Em 25 de setembro de 2007, o Conselho de Supervisores de São Francisco concedeu uma homenagem a Rivaldo e, postumamente, a Pabich. O conselho afirmou que os dois "foram fundamentais na eleição de um novo tipo de político — abertamente e orgulhosamente gay, com raízes no ativismo progressista de bairro (...) Com muito menos alarde, Jim ajudou a eleger todos os candidatos afro-americanos de São Francisco nas décadas de 1970 e 1980". O Clube Democrático LGBT Alice B. Toklas e o Clube Democrático  LGBT Harvey Milk o presentearam com prêmios pelo conjunto da obra. Rivaldo discursou na cerimônia, afirmando que seu maior orgulho era trabalhar com Milk.

## Vida pessoal
Rivaldo era conhecido como o "Mister Rogers do movimento de libertação gay" por seu comportamento gentil. Ele ganhava pouco dinheiro em comparação com outros gerentes de campanha. Ele morou no distrito de Western Addition, em São Francisco, por muito tempo, morando na Bush Street na época de sua morte.

### Morte e legado
Rivaldo tinha AIDS, hepatite C, câncer de fígado e diabetes. A AIDS Housing Alliance forneceu-lhe um apartamento e um zelador. Após um ano de saúde debilitada, ele morreu de câncer de fígado na tarde de 16 de outubro de 2007. Ele morreu em sua casa com familiares presentes. Um memorial público foi realizado em 15 de novembro.
Escrevendo para o The Bay Area Reporter, Shum Preston, um associado de Rivaldo, o chamou de "um grande gênio gay perdido na história". Ele foi retratado como um personagem secundário no filme biográfico Milk, no qual foi consultor histórico.